# Calycobolus hallianus
Calycobolus hallianus är en vindeväxtart som beskrevs av Franciscus Jozef Breteler. Calycobolus hallianus ingår i släktet Calycobolus och familjen vindeväxter. Inga underarter finns listade i Catalogue of Life.